# Fritha Goodey
Fritha Goodey (* 23. Oktober 1972 in London; † 8. September 2004 in Notting Hill, London) war eine britische Schauspielerin.
In ihrer kurzen Zeit des Schaffens spielte sie zumeist in Theater- und  Fernsehproduktionen. Ihren wohl größten Kinoauftritt hatte sie im Film About a Boy oder: Der Tag der toten Ente im Jahre 2002.